# Donja Lokošnica
Donja Lokošnica je naselje u gradu Leskovcu, Jablanički upravni okrug, Srbija. Prema popisu iz 2022. godine u Donjoj Lokošnici je živjelo 696 stanovnika. Selo je poznato po posebnoj vrsti crvene paprike, koja se zove »nizača«.